# Гарднер (Илиноис)
Гарднер (енгл. Gardner) град је у америчкој савезној држави Илиноис.

## Демографија
По попису из 2010. године број становника је 1.463, што је 57 (4,1%) становника више него 2000. године.
| Група             | 2000.         | 2010.         |
| Белци             | 1.353 (96,2%) | 1.341 (91,7%) |
| Афроамериканци    | 1 (0,1%)      | 8 (0,5%)      |
| Азијати           | 2 (0,1%)      | 2 (0,1%)      |
| Хиспаноамериканци | 46 (3,3%)     | 90 (6,2%)     |
| Укупно            | 1.406         | 1.463         |